# Kurt Weitzmann
(Kurt Weitzmann)
Kurt Weitzmann (Kleinalmerode, 7 maggio 1904 – Princeton, 7 giugno 1993) è stato uno storico dell'arte tedesco naturalizzato statunitense.
Considerato il più autorevole studioso novecentesco della miniatura tardoantica e bizantina, il suo Ancient book illumination (1959) rimane ancor oggi l'unico serio tentativo di classificazione dell'illustrazione libraria nel mondo antico, così come la sua metodologia d'approccio alle illustrazioni di rotoli e codici continua ad essere generalmente adottata, al di là di qualche inevitabile aggiornamento.

## Biografia
Nato nel 1904 a Kleinalmerode, località dell'Assia (comune di Witzenhausen) a una ventina di chilometri da Kassel, era figlio del sovrintendente scolastico Wilhelm Weitzmann e dell'insegnante di pianoforte Antoine Keiper. Dopo il ginnasio a Gelsenkirchen, nel 1923 iniziò gli studi di giurisprudenza per passare nel giro di pochi mesi all'archeologia e alla storia dell'arte, frequentando le università di Münster (dove fu allievo di Martin Wackernagel e Arnold von Salis), Würzburg e Vienna (con insegnanti di storia dell'arte dalla spiccata personalità e dalle teorie contrapposte come Julius von Schlosser e Josef Strzygowski, Karl Maria Swoboda e l'archeologo Emanuel Löwy). Completò infine la sua preparazione alla Humboldt Universität di Berlino, dove seguì le lezioni del teologo protestante Adolf von Harnack, dell'archeologo Ferdinand Noack e soprattutto dello storico dell'arte Adolph Goldschmidt.
L'incontro e la frequentazione di questo eminente accademico si rivelarono fondamentali per la formazione del giovane studente. Entrato a far parte della cerchia dei discepoli di Goldschmidt, poté laurearsi con lui nel 1929 discutendo una tesi sulle cassette in avorio del periodo mediobizantino, Die Elfenbeinkästen aus der mittelbyzantinischen Zeit. La dissertazione divenne poi il primo dei due volumi catalografici sugli avori bizantini (Die byzantinischen Elfenbeinskulpturen des X.-XIII. Jahrhunderts) che Goldschmidt e Weitzmann pubblicarono insieme nel 1930 e nel 1934. In quei quattro anni Weitzmann fu anche membro dell'Istituto archeologico germanico di Berlino (dove collaborò alla redazione dell'Annuario archeologico) e alternò l'ospitalità in casa del maestro, di cui condivise la passione per il teatro e la musica classica, con i suoi primi viaggi di ricerca e studio dei manoscritti bizantini ad Atene, sull'isola di Patmos, sul Monte Athos e in Unione Sovietica.
Nel 1932 sposò Josepha Fiedler (Berlino 1903 - Princeton 2000), assistente universitaria pure lei proveniente dalla cerchia di Goldschmidt ed ebrea come il maestro. Benché Weitzmann non fosse ebreo, il matrimonio, il legame con Goldschmidt e il rifiuto di aderire al Partito Nazionalsocialista dei Lavoratori Tedeschi (necessario per poter continuare a insegnare all'università) lo convinsero a lasciare la Germania e ad emigrare negli USA, dove si trasferì nel 1935 per lavorare all'università di Princeton, nel New Jersey. Qui fu raggiunto nel 1938 dalla moglie Josepha con la suocera Paulina e qui, dopo aver ottenuto la cittadinanza americana nel 1940, rimase a insegnare e a scrivere per tutto il resto della vita.
Fin dal 1935 fu associato come membro permanente all'Institute for Advanced Study dell'università, tenne corsi di storia dell'arte e fu invitato da Charles Rufus Morey e Albert Mathias Friend a contribuire al progetto di un corpus dedicato ai manoscritti illustrati bizantini della Septuaginta. Il lavoro svolto da questi tre specialisti portò all'apice la fama di Princeton nel campo della bizantinistica e aprì a Weitzmann le porte di Dumbarton Oaks, con cui iniziò a collaborare nel 1938, prima ancora che il Centro per gli studi bizantini fosse ufficialmente costituito, presentando il saggio Principals of Byzantine Book Illumination e divenendo uno dei principali autori della collezione "Studies on Byzantine Illumination". Subentrato a Morey nel 1945 alla guida del dipartimento di storia dell'arte, nel 1947 pubblicò la sua fondamentale sintesi interpretativa Illustration in roll and codex. A study of the origin and method of text illustration, cui fece seguito lo studio The fresco cycle of S. Maria di Castelseprio (1951), dedicato al prezioso ciclo pittorico custodito nel Parco archeologico di Castelseprio (Varese), e intervallò la sua attività a Princeton con l'insegnamento in altre università (come a Yale nel 1954-1955).
Nel decennio 1956-1965 dedicò gran parte delle sue ricerche al complesso monumentale e alle ricche collezioni di antichi manoscritti e icone del monastero di Santa Caterina, ai piedi del monte Sinai in Egitto, dove condusse ben cinque campagne di studio e di documentazione svolgendo una mole enorme di lavoro di cui presentò i risultati in svariate pubblicazioni. Nel 1959 diede alle stampe un'altra opera fondamentale sugli antichi rotoli e codici miniati, l'Ancient book illumination, in cui raccolse quattro sue conferenze (sui trattati scientifici e didattici, sulla poesia epica, sulla poesia drammatica e sui testi letterari in prosa) che delineano la traccia di una possibile storia dell'illustrazione del libro nell'antichità. Allo stesso argomento dedicò numerosi saggi e contributi negli ultimi decenni della sua attività, esaminando anche il problema dell'eredità classica nell'arte bizantina e le sue relazioni con l'arte occidentale: Studies in Classical and Byzantine manuscript illumination (1971, a cura di Herbert L. Kessler); Byzantine book illumination and ivories (1980); Classical heritage in Byzantine and Near Eastern art (1981); Byzantine liturgical psalters and gospels (1980); Art in Medieval West and its contacts with Byzantium (1982).
Lasciato l'insegnamento attivo nel 1972, dal 1973 al 1982 fu consulente del Metropolitan Museum of Art di New York dove, dal novembre 1977 al febbraio 1978, curò personalmente l'esposizione "Age of spirituality. Late Antique and Early Christian Art, Third to Seventh Century". Dedicò gli ultimi anni di vita alla stesura delle sue memorie, Sailing with Byzantium from Europe to America. The memoirs of an art historian (pubblicate postume nel 1994), in cui riassunse il percorso storico-critico della sua formazione umana e intellettuale, intervallandola con lunghi soggiorni estivi o nel colmo dell'inverno in Svizzera, a Sonnmatt sopra il lago di Lucerna, o a Berna. Le sue ceneri, insieme a quelle di Josepha e Paulina Fiedler, riposano nel cimitero di Berna.

## Opere pubblicate
- (DE)  Die byzantinischen Elfenbeinskulpturen des X.-XIII. Jahrhunderts (con Adolph Goldschmidt), Berlino, Cassirer, 1930 e 1934 (2 volumi).
- (DE)  Die byzantinische Buchmalerei des IX. und X. Jahrhunderts, Berlino, Mann, 1935. Il volume contiene un centinaio di disegni di Weitzmann (secondo Goldschmidt, l'abilità nel disegnare gli oggetti studiati doveva essere una capacità professionale dello storico dell'arte come strumento per impadronirsi del linguaggio formale analizzato).
- Greek mythology in Byzantine art, 1951.
- Geistige Grundlagen und Wesen der makedonischen Renaissance, 1963.
- Illustration roll and codex, 1947, 21970.
- "Studies in manuscript illumination" series
- The Joshua Roll, 1948.
- The Fresco Cycle of S. Maria di Castelseprio, 1952.
- Ancient book illumination, Cambridge (Mass.), Harvard University Press, 1959. Edizione e traduzione italiana a cura di Massimo Bernabò: L'illustrazione del libro nell'antichità, Spoleto, Fondazione Centro italiano di studi sull'alto medioevo, 2004.
- Late Antique and Early Christian Book Illumination, 1970
- Studies in classical and Byzantine manuscript illumination, 1971
- The monastery of Saint Catherine at Mount Sinai. The church and fortress of Justinian (con George Howard Forsyth), Ann Arbor, University of Michigan Press, 1973.
- The Monastery of St. Catherine at Mount Sinai, The Icons, I. 1976
- Le grand livre des icones (con Manolis Chatzidakis e Svetozar Radojcic), Parigi, Kogan, 1978.
- The miniatures of the Sacra Parallela, Parisinus Graecus 923, Princeton (N.J.), Princeton University Press, 1979. ISBN 06-9103-940-2.
- Byzantine book illumination and ivories, 1980
- Byzantine liturgical Psalters and Gospels, Londra, Variorum Reprints, 1980. ISBN 08-6078-064-3.
- Adolph Goldschmidt und die Berliner Kunstgeschichte, Berlino, Kunsthistorisches Institut der Freien Universität, 1985.
- (with H. L. Kessler) The Frescoes of the Dura Synagogue and Christian Art, 1990
- Sailing with Byzantium from Europe to America. The memoirs of an art historian, Monaco, Editio Maris, 1994. ISBN 39-2580-117-0.